# Claudia Hauschildt-Buschberger
Claudia Hauschildt-Buschberger (* 6. Februar 1970 in Solingen, Deutschland) ist eine österreichische Politikerin der Grünen. Seit dem 23. Oktober 2019 ist sie vom Oberösterreichischen Landtag entsandtes Mitglied des Bundesrates.

## Leben

### Ausbildung und Beruf
Claudia Hauschildt-Buschberger wuchs in Nordrhein-Westfalen auf und besuchte nach der Gemeinschaftsgrundschule am Brückentor das Dietrich-Bonhoeffer-Gymnasium in Hilden. 1985 übersiedelte sie nach Oberösterreich in den Bezirk Vöcklabruck. Seit 2007 ist sie als Rechtsberaterin und Sozialbetreuerin im Bereich Asyl- und Fremdenwesen (Volkshilfe Flüchtlings- und MigrantInnen-Betreuung FMB) tätig. Hauschildt-Buschberger ist Mutter dreier Kinder.

### Politik
Seit 1990 ist sie mit Unterbrechung bei den Grünen Oberösterreich aktiv, wo sie zunächst Finanzreferentin im Landesvorstand war. In Seewalchen am Attersee ist sie seit 2012 Mitglied des Gemeinderates und Fraktionsobfrau der Grünen, seit 2015 ist sie Obfrau des Ausschusses für Umwelt der Marktgemeinde und Mitglied des Gemeindevorstandes. Sie ist Bezirkssprecherin der Grünen des Bezirkes Vöcklabruck sowie Mitglied des Landesvorstandes der Grünen Oberösterreich. 2023 wurde neben ihr auch Michael Hörmandinger zum Bezirksprecher gewählt.
Seit dem 23. Oktober 2019 ist sie vom Oberösterreichischen Landtag entsandtes Mitglied des Bundesrates. Sie rückte für David Stögmüller nach, der in den Nationalrat wechselte. Bei der Landtagswahl 2021 kandidiert sie auf Platz zwei im Wahlkreis Hausruckviertel.